# Diego Brandão
Diego Brandão (Fortaleza, 27 de maio de 1987) é um lutador de MMA brasileiro. Lutando profissionalmente desde 2005, Brandão tem grande prestígio nos Estados Unidos e Brasil. Brandão já lutou contra veteranos do UFC,  como Brian Foster, Matt Veach, e Ronys Torres. Ele foi o vencedor do The Ultimate Fighter 14.

## Biografia
Brandão nasceu no Ceará e foi criado em Manaus. Por volta dos seus dezesseis anos, seu pai morreu. As últimas palavras de seu pai eram para que ele cuidasse de sua família. Este fato abalou as suas emoções e após isto, ele passou a usar drogas e portar armas de fogo. Por intermédio de um amigo, Diego deixou as drogas de lado para se dedicar as artes marciais.

## Carreira

### MMA
Brandão fez sua estreia no MMA contra Michel Bastos, onde venceu por finalização. Seu cartel era de 2-1 antes de lutar contra o veterano do UFC Ronys Torres. Ele perdeu a luta por nocaute técnico devido a socos.

### The Ultimate Fighter
Em 2011, assinou com o UFC para competir no reality show The Ultimate Fighter 14 (Team Bisping vs Team Miller) onde atropelou todos os adversários por nocaute. Fez sua estreia oficialmente no UFC no dia 3 de dezembro de 2011 no The Ultimate Fighter 14 Finale contra Dennis Bermudez. Depois de ser derrubado e atingido com socos no primeiro round, Diego finalizou Bermudez com um armlock. Com o seu desempenho, Brandão foi premiado com o prêmio de Luta da Noite, e o prêmio de Finalização da Noite, onde recebeu um total de 80.000 dólares em bônus.

### Ultimate Fighting Championship
Brandão fez sua estreia no UFC em 26 de Maio de 2012 no UFC 146 contra Darren Elkins, após um bom primeiro round, Brandão se cansou muito e perdeu os outros dois rounds. Perdeu por Decisão Unânime.
Brandão voltou ao octógono contra Joey Gambino em 13 de Outubro de 2012 no UFC 153, após um bom primeiro round, Brandão dessa vez não se cansou e conseguiu dois knockdowns, um no segundo e outro no terceiro round. Brandão venceu por Decisão Unânime.
Brandão derrotou Pablo Garza em 7 de Abril de 2013 no UFC on Fuel TV: Mousasi vs. Latifi por Finalização no primeiro round.
Brandão venceu Daniel Pineda em 17 de Agosto de 2013 no UFC Fight Night: Shogun vs. Sonnen por Decisão Unânime.
Brandão foi derrotado Dustin Poirier em 28 de Dezembro de 2013 no UFC 168. Ele perdeu por Nocaute Técnico no primeiro round.
Brandão era esperado para enfrentar Will Chope em 23 de Março de 2014 no UFC Fight Night: Shogun vs. Henderson II. Porém, no dia da luta, foi descoberto que Chope havia sido exonerado da Força Aérea dos Estados Unidos por agredir e ameaçar sua ex-esposa. Com isso. ele foi demitido do UFC e a luta cancelada.
Brandão era esperado para enfrentar o estreante na organização Brian Ortega em 31 de Maio de 2014 no UFC Fight Night: Miocic vs. Maldonado. Porém, uma lesão semanas antes do combate o retirou da luta, e a organização tirou Ortega também do card.
Brandão é agora esperado para enfrentar Conor McGregor em 19 de julho de 2014, no UFC Fight Night: McGregor vs. Brandão, substituindo o lesionado Cole Miller. Brandão foi derrotado por nocaute técnico logo no primeiro round.
Brandão era esperado para enfrentar Jimy Hettes em 31 de Janeiro de 2015 no UFC 183. No entanto, Hettes passou mal no vestiário para a luta e a luta foi remarcada para 18 de Abril de 2015 no UFC on Fox: Machida vs. Rockhold, onde Brandão venceu por interrupção médica.
Brandão enfrentou o japonês Katsunori Kikuno em 27 de Setembro de 2015 no UFC Fight Night: Nelson vs. Barnett, no Japão. Ele venceu a luta por nocaute técnico com menos de um minuto de combate.
Foi derrotado por Brian Ortega em 2 de Janeiro de 2016 no UFC 195.
Após envolver-se em um tumulto na entrada de uma casa noturna em Albuquerque, Estados Unidos, foi demitido do UFC.

### Dopagem
Diego foi suspenso pela USADA - Agência Antidopagem dos Estados Unidos, por nove meses longe do esporte por detecção de Cannabis em seu exame de controle de dopagem no período da luta contra Brian Ortega.

## Campeonatos e realizações

### Artes Maciais Mistas (MMA)
- Ultimate Fighting Championship (UFC)
  - The Ultimate Fighter 14 - Vencedor do Torneio dos Penas
  - Primeiro brasileiro a vencer o The Ultimate Fighter na história do UFC
  - Luta da Noite (Uma vez)
  - Prêmios Bonus de melhor Finalização da Noite (Uma vez)

## Cartel no MMA
| Cartel no MMA   |             |             |
| 30 lutas        | 20 vitórias | 10 derrotas |
| Por nocaute     | 11          | 6           |
| Por finalização | 5           | 1           |
| Por decisão     | 4           | 3           |

| Res.    | Cartel | Oponente              | Método                               | Evento                                | Data       | Round | Tempo | Local                   | Notas                                                |
| ------- | ------ | --------------------- | ------------------------------------ | ------------------------------------- | ---------- | ----- | ----- | ----------------------- | ---------------------------------------------------- |
| Vitória | 22-11  | Vener Galiev          | KO (Socos)                           | EFN Fight Nights Global 67            | 25/05/2017 | 1     | 0:39  | Yekaterinburg           |                                                      |
| Vitória | 21-11  | Murad Machaev         | Finalização(chave de braço)          | EFN Fight Nights Global 58            | 28/01/2017 | 2     | 0:58  | Makhachkala             |                                                      |
| Derrota | 20-11  | Brian Ortega          | Finalização (triângulo)              | UFC 195: Lawler vs. Condit            | 02/01/2016 | 3     | 1:37  | Las Vegas, Nevada       |                                                      |
| Vitória | 20-10  | Katsunori Kikuno      | Nocaute Técnico (socos)              | UFC Fight Night: Nelson vs. Barnett   | 27/09/2015 | 1     | 0:28  | Saitama                 | Performance da Noite.                                |
| Vitória | 19-10  | Jimy Hettes           | Nocaute Técnico (interrupção médica) | UFC on Fox: Machida vs. Rockhold      | 18/04/2015 | 1     | 5:00  | Newark, New Jersey      |                                                      |
| Derrota | 18-10  | Conor McGregor        | Nocaute Técnico (socos)              | UFC Fight Night: McGregor vs. Brandão | 19/07/2014 | 1     | 4:05  | Dublin                  |                                                      |
| Derrota | 18-9   | Dustin Poirier        | Nocaute Técnico (socos)              | UFC 168: Weidman vs. Silva II         | 28/12/2013 | 1     | 4:54  | Las Vegas, Nevada       |                                                      |
| Vitória | 18-8   | Daniel Pineda         | Decisão (unânime)                    | UFC Fight Night: Shogun vs. Sonnen    | 17/08/2013 | 3     | 5:00  | Boston, Massachusetts   |                                                      |
| Vitória | 17-8   | Pablo Garza           | Finalização (triângulo de braço)     | UFC on Fuel TV: Mousasi vs. Latifi    | 08/04/2013 | 1     | 3:27  | Estocolmo               |                                                      |
| Vitória | 16-8   | Joey Gambino          | Decisão (unânime)                    | UFC 153: Silva vs Bonnar              | 05/10/2012 | 3     | 5:00  | Rio de Janeiro          |                                                      |
| Derrota | 15-8   | Darren Elkins         | Decisão (unânime)                    | UFC 146: Dos Santos vs. Mir           | 26/05/2012 | 3     | 5:00  | Las Vegas, Nevada       |                                                      |
| Vitória | 15-7   | Dennis Bermudez       | Finalização (chave de braço)         | The Ultimate Fighter 14 Finale        | 03/12/2011 | 1     | 4:51  | Las Vegas, Nevada       | Ganhou o TUF 14; Finalização da Noite; Luta da Noite |
| Vitória | 14-7   | Nick Buschman         | Nocaute (socos)                      | ECSC - Friday Night Fights 2          | 11/02/2011 | 1     | 2:14  | Clovis, New Mexico      |                                                      |
| Vitória | 13-7   | Richard Villa         | Finalização (mata leão)              | Jackson's MMA Series 3                | 18/12/2010 | 2     | 3:31  | Albuquerque, New Mexico |                                                      |
| Vitória | 12-7   | Michael Casteel       | Nocaute (socos)                      | ECSC - Evolution 1                    | 30/10/2010 | 1     | 0:30  | Clovis, New Mexico      |                                                      |
| Derrota | 11-7   | Ururahy Rodrigues     | Decisão (unânime)                    | UWC 8 - Judgment Day                  | 22/05/2010 | 3     | 5:00  | Fairfax, Virginia       |                                                      |
| Vitória | 11-6   | Derek Campos          | Decisão (dividida)                   | KOK 8 - The Uprising                  | 27/02/2010 | 3     | 5:00  | Austin, Texas           |                                                      |
| Derrota | 10-6   | Gert Kocani           | Nocaute Técnico (socos)              | RIE 2 - Battle at the Burg 2          | 30/01/2010 | 2     | 3:30  | Penn Laird, Virginia    |                                                      |
| Derrota | 10-5   | Ran Weathers          | Nocaute (soco)                       | SWC 7 - Discountenance                | 20/06/2009 | 1     | 2:56  | Frisco, Texas           |                                                      |
| Vitória | 10-4   | Fernando Vieira       | Nocaute Técnico (socos)              | Mr. Cage 2                            | 27/03/2009 | 2     | 3:31  | Manaus, Amazonas        |                                                      |
| Vitória | 9-4    | James King            | Finalização (mata leão)              | KOK 5 - Season's Beatings             | 22/11/2008 | 1     | 1:53  | Austin, Texas           |                                                      |
| Derrota | 8-4    | Matt Veach            | Nocaute Técnico (lesão)              | Pro Battle MMA - Immediate Impact     | 04/10/2008 | 2     | 1:28  | Springdale, Arkansas    |                                                      |
| Vitória | 8-3    | Brian Foster          | Nocaute (socos)                      | TAP Entertainment - Fight Night       | 27/06/2008 | 1     | 1:34  | Sallisaw, Oklahoma      |                                                      |
| Vitória | 7-3    | Orlean Smith          | Nocaute Técnico (socos)              | Amazon Tribal Kombat 1                | 28/03/2008 | 1     | 3:18  | Manaus, Amazonas        |                                                      |
| Derrota | 6-3    | Jorge Clay            | Decisão (unânime)                    | Amazon Challenge 2                    | 01/03/2008 | 3     | 5:00  | Manaus, Amazonas        |                                                      |
| Vitória | 6-2    | Fabiano Silva         | Decisão (dividída)                   | Amazon Challenge                      | 29/09/2007 | 3     | 5:00  | Manaus, Amazonas        |                                                      |
| Vitória | 5-2    | Juarez Harles         | Nocaute                              | Amazon Challenge                      | 29/09/2007 | 1     | 1:27  | Manaus, Amazonas        |                                                      |
| Vitória | 4-2    | Arilson Paixao        | Nocaute Técnico (socos)              | Cassino Fight 4                       | 15/09/2007 | 1     | 2:11  | Manaus, Amazonas        |                                                      |
| Derrota | 3-2    | Ronys Torres          | Nocaute Técnico                      | Cassino Fight 3                       | 21/04/2007 | 2     | N/A   | Amazonas                |                                                      |
| Derrota | 3-1    | Daniel Trindade       | Finalização (Mata-Leão)              | Roraima Combat 3                      | 01/04/2007 | 3     | 2:25  | Roraima                 |                                                      |
| Vitória | 3-0    | Jorge Dalton          | Nocaute Técnico (Socos)              | Manaus Moderna Fight                  | 28/03/2007 | 1     | N/A   | Manaus, Amazonas        |                                                      |
| Vitória | 2-0    | Elifrank Cariolano    | Nocaute Técnico (Socos)              | Cassino Fight                         | 16/12/2006 | 1     | 3:41  | Manaus, Amazonas        |                                                      |
| Vitória | 1-0    | Michel Addario Bastos | Finalização                          | Mega Combat Vale Tudo                 | 01/10/2005 | 3     | 3:20  | Belém, Pará             |                                                      |